# Blepharella hova
Blepharella hova là một loài ruồi trong họ Tachinidae.